# Pac-Man Fever (videogioco)
Pac-Man Fever è un videogioco party sviluppato da Mass Media e pubblicato da Namco, reso disponibile per GameCube e PlayStation 2 il 3 settembre 2002, esclusivamente in Nord America. I giocatori si muovono su un tabellone di gioco virtuale, con l'obiettivo del gioco di raggiungere per primi il traguardo. Consente fino a quattro giocatori, con sei personaggi di altri giochi Namco tra cui scegliere: Pac-Man, Astaroth (Soulcalibur), Heihachi Mishima (Tekken), Ms. Pac-Man, Tiger Jackson (Tekken) e Reiko Nagase (Ridge Racer).

## Modalità di gioco
Ci sono tre diversi tipi di tabelloni da giocare: tropicale, spaziale e medievale, ognuno con il proprio set di minigiochi. Dopo aver selezionato un tabellone, i giocatori possono anche scegliere di giocare una partita breve, media o lunga, ciascuna con un numero diverso di tessere.
Lo scopo del gioco è arrivare per primi al traguardo. Il gioco si svolge in turni; ogni round inizia con un minigioco per quattro giocatori, i cui risultati determinano di quante caselle ogni giocatore avanza sul tabellone. Anche ogni tessera sul tabellone ha un effetto. Questi includono andare avanti/indietro di un certo numero di passaggi, rubare/perdere/guadagnare gettoni, giocare a un minigioco singolo/a due giocatori/tutti contro tutti, la possibilità di spendere i gettoni guadagnati e una lotteria per guadagnare biglietti di riscatto con biglietti della lotteria ciliegia, arancia o banana. Quando si trova su una tessera "negozio", il giocatore può spendere gettoni per avanzare di passi, spostare altri indietro, acquistare biglietti della lotteria, moltiplicare la quantità di spazi spostati nel turno successivo o scommettere per guadagnare più gettoni.
I tre spazi prima dello spazio porta sono spazi speciali della lotteria (rispettivamente ciliegia, arancia e banana). Oltre a funzionare come spazio della lotteria per il primo giocatore che lo raggiunge (e successivamente come spazio gettone), un giocatore deve piazzare un certo grado o meglio in un minigioco (3°, 2° e 1°, per la ciliegia, l'arancia, e tessere banana, rispettivamente) per passare allo spazio successivo mentre ci si trova su queste tessere.
Una volta che un giocatore ha raggiunto la fine, il gioco termina e i giocatori riceveranno biglietti di riscatto in base alla casella raggiunta sul tabellone. Questi possono quindi essere utilizzati per acquistare ogni minigioco separatamente, che può essere giocato in brevi tornei al di fuori del gioco principale. In alternativa, una volta che tutti i minigiochi sono stati acquistati, il giocatore può far coincidere i biglietti per vedere il punteggio più alto complessivo.